# Vita goliardica
Vita goliardica (Hôtel des étudiants) è un lungometraggio del 1932 diretto da Viktor Turžanskij.

## Trama
Odette, una studentessa dell'Università della Sorbona, viene corteggiata da Jacques e rimane incinta ma non dice nulla. Un altro pretendente, Maxime, innamorato di lei, quando scopre la sua situazione le chiede di sposarlo ma viene rifiutato. Jacques, quando viene a sapere della gravidanza, chiede a Odette di sposarlo e lei questa volta accetta.